# Masakra w Starym Wowczyńcu
Masakra w Starym Wowczyńcu lub masakra w Fântâna Albă (rum. Masacrul de la Fântâna Albă) – wydarzenia, które miały miejsce 1 kwietnia 1941 roku na północnej Bukowinie, kiedy podczas próby nielegalnego przekroczenia granicy Związku Sowieckiego z Rumunią przez grupę miejscowej ludności w pobliżu wsi Stary Wowczyniec (po rumuńsku Fântâna Albă) na skutek otwarcia ognia przez sowieckie wojska pograniczne zginęło od 44 do nawet 3000 cywilów. Chociaż według oficjalnych sowieckich raportów śmierć poniosły nie więcej niż 44 osoby, naoczni świadkowie twierdzą, że liczba ofiar była znacznie wyższa, zeznając, że ocalali byli torturowani, dobijani lub grzebani żywcem w masowych grobach. Pewna ich grupa miała też zostać zabrana na przesłuchanie, a następnie zamordowana przez funkcjonariuszy NKWD. Niektóre źródła określają tę masakrę mianem „rumuńskiego Katynia”.
W 2011 roku Izba Deputowanych Rumunii przyjęła uchwałę ustanawiającą 1 kwietnia dniem pamięci rumuńskich ofiar masakry w Fântâna Albă i innych miejscach, deportacji, głodu oraz pozostałych form represji zorganizowanych przez sowiecki reżim okupacyjny w Hercy, północnej Bukowinie i Besarabii.

## Tło wydarzeń

Podział Bukowiny po 28 czerwca 1940

Pod koniec czerwca 1940 roku Rumunia została zmuszona do wycofania się z terytorium zamieszkanego przez 3,76 mln ludzi, poddając się ultimatum ze strony Związku Sowieckiego. Rumuńska administracja i wojsko zostały ewakuowane, zaś Armia Czerwona i NKWD szybko zajęły sporny obszar. Wiele rodzin zostało zaskoczonych szybkim biegiem wydarzeń, a jej członkowie rozdzieleni nową granicą. Dlatego duża liczba mieszkańców zaanektowanego obszaru próbowała przekroczyć granicę z pozwoleniem lub bez niego. Według oficjalnych danych sowieckich, na terenie patrolowanym przez 97 Oddział Sowieckich Wojsk Pogranicznych nielegalnie granicę przekroczyło 471 osób z rejonu hlibockiego, Hercy, rejonu putylskiego i storożynieckiego. Strefa odpowiedzialności tej jednostki rozciągała się od granicy do około 7,5 km na południe od Czerniowiec.
Z bardziej odległych obszarów obwodu czerniowieckiego (północna część terytoriów włączonych do ZSRR), takich jak rejon wyżnicki, zastawieński, nowosielicki, Sadagóry i samych Czerniowiec, 628 osób przekroczyło granicę w poszukiwaniu schronienia w Rumunii. Zjawisko to objęło wszystkie grupy etniczne i społeczne na okupowanych terytoriach. Ukraiński historyk oszacował liczbę uchodźców do Rumunii w pierwszym roku administracji sowieckiej na 7000.
Reakcja władz sowieckich na to zjawisko była dwojaka. Po pierwsze, wzmocniono wysiłki patroli granicznych. Po drugie, sporządzono listy rodzin, z których jeden lub więcej członków uciekł do Rumunii, a zatem wszyscy jego krewni byli uważani za „zdrajców ojczyzny” i podlegali deportacji do obozu pracy. 1 stycznia 1941 roku w wykazach sporządzonych przez 97 Oddział wymieniono 1085 takich osób. Tabele dla innych miejscowości zawierały nazwiska 1294 osób (7 grudnia 1940 roku). W tym momencie zaczęto uwzględniać nawet osoby, które były jedynie podejrzane o zamiar ucieczki do Rumunii.
19 listopada 1940 roku 40 rodzin (w sumie 105 osób) ze wsi Suczeweny, uzbrojonych w 20 karabinów, próbowało przekroczyć granicę w Starym Wowczyńcu. W nocy doszło do potyczki z sowiecką strażą graniczną, podczas której zginęły 3 osoby, 2 zostały ranne i pojmane przez Sowietów, a reszta grupy (w tym 5 lżej rannych) zdołała dotrzeć do Radowiec, po drugiej stronie granicy. Jednak w krótkim czasie wszyscy krewni tych 105 osób zostali aresztowani i deportowani na Syberię.
W styczniu 1941 roku ponad 100 mieszkańców Mahali, Ostrycii, Horecei i innych wiosek z powodzeniem przekroczyło granicę i przybyło do Rumunii. Zachęciło to innych mieszkańców tych okolic do podjęcia próby ucieczki. W konsekwencji grupa ponad 500 osób z wiosek Mahala, Cotul Ostriței, Buda, Șirăuți, Horecea-Urbana i Ostrycja próbowała przedostać się do Rumunii w nocy 6 lutego 1941 roku. Zostały one jednak zadenuncjowane władzom i odkryte przez straż graniczną o godz. 6:00 rano. Salwy krzyżowego ognia z karabinów maszynowych zabiły wielu z nich, w tym organizatorów grupy N. Merticara, N. Nicę i N. Isaca. Około 57 osobom udało się dotrzeć do Rumunii, ale 44 inne zostały aresztowane i osądzone jako „członkowie organizacji kontrrewolucyjnej”. 14 kwietnia 1941 roku kijowski Wojskowy Sąd Okręgowy skazał 12 z nich na karę śmierci, a pozostałych 32 na 10 lat pracy przymusowej i 5 lat utraty praw obywatelskich. Podobnie jak to miało miejsce wcześniej, wszyscy członkowie rodzin tych „zdrajców ojczyzny” również zostali aresztowani i zesłani na Syberię.

## Masakra
1 kwietnia 1941 roku około 2000 do 2500 lub 3000 nieuzbrojonych ludzi z kilku wiosek (Piotrowce Górne, Piotrowce Dolne, Kupka, Korcziwci i Suczeweny), niosąc białe flagi i symbole religijne, szło razem w kierunku nowej granicy sowiecko-rumuńskiej. Krążyły pogłoski, że Sowieci zezwolą tym razem na swobodne przejście do Rumunii; badania ukraińskich historyków wskazują na to, że takie plotki były rozpowszechniane przez rumuńskie służby wywiadowcze, które wysłały agentów przez granicę sowiecką. Sowieccy pogranicznicy kilkakrotnie próbowali zawrócić grupę, wydając ostateczne ustne ostrzeżenie i strzelając w powietrze, gdy ludzie przybyli do Starego Wowczyńca, w pobliżu granicy. Po przejściu kolumny straż graniczna zaczęła strzelać, według własnych twierdzeń po tym, jak niektórzy członkowie grupy oddali strzały w ich kierunku. Według oficjalnego sowieckiego raportu liczba ofiar wyniosła 44 osoby (17 osób z Piotrowców Dolnych, 12 z Dymki (Trestiany), po 5 z Kupki i Suczewen, 3 z Piotrowców Górnych, 2 z Opryszen), choć według zeznań ocalałych liczby te były znacznie wyższe. Częściowa lista ofiar, które zostały później zidentyfikowane:
- z Karapcziwu: Nicolae Corduban, Cosma Opaiț, Gheorghe Opaiț, Vasile Opaiț, Cosma Tovarnițchi, Gheorghe Tovarnițchi, Vasile Tovarnițchi.
- z Kupki: Ioan Belmega, Ioan Gaza, Arcadie Plevan, Mihai Țugui.
- z Dymki (Trestiany): Petre Cimbru, Vasile Cimbru, Nicolae Drevariuc, Petre Jianu.
- z Suczewen: Dragoș Bostan, Titiana Lupăștean, Gheorghe Sidoreac, Constantin Sucevean.
- z Jordaneszty: Gheorghe A. Carp, Mihai Corduban, Dumitru Halac, Ion Halac, Nicolae Halac, Dumitru Opaiț, Constantin Molnar.
- z Piotrowców Dolnych: Zaharia Boiciu, Ana Feodoran, Gheorghe Feodoran, Nicolae Feodoran, Teodor Feodoran, Maftei Gavriliuc, Ion Pătrăuceanu, Ștefan Pavel, Rahila Pojoga.
- z Piotrowców Górnych: Constantin Cuciureanu, Gheorghe Moțoc, Arcadie Ursulean.
- inni zastrzeleni tego dnia: Ion Cobliuc, Petru Costaș, Ion Hudima, Petru Palahniuc.

Dokładna liczba ofiar śmiertelnych pozostaje kwestią kontrowersyjną. Mołdawski politolog Aurelian Lavric szacuje, że z początkowej grupy 2000 osób, które tego dnia przybyły do Starego Wowczyńca, około 200 zostało zabitych bezpośrednio przez ostrzał, o wiele więcej zostało rannych, a dodatkowo padło 24 zabitych i 43 rannych z oddzielnej grupy 100 osób z Karapcziwu, Jordaneszty i Prosokyrjan. Z kolei ukraiński historyk Serhij Hakman szacuje, że padło około 50 zabitych i wielu rannych. Część rannych, według relacji ocalałych, później złapano, przywiązano do koni i zaciągnięto do wcześniej wykopanych wspólnych grobów, gdzie zabijano ich łopatami lub grzebano żywcem. Innych rannych przywieziono do siedziby NKWD w Hliboce, gdzie byli torturowani, a wielu z nich zabito. Część z tych ostatnich po torturach miano zabrać na miejski cmentarz żydowski i wrzucić żywcem do wspólnego grobu, który zasypano niegaszonym wapnem.

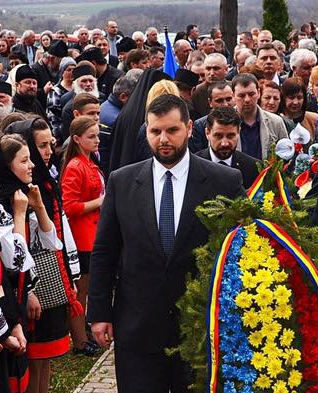
Minister Dan Stoenescu upamiętniający masakrę w Starym Wowczyńcu, 2016

Jeden z nielicznych ocalałych naocznych świadków, Gheorghe Mihailiuc (1925–2005, nauczyciel) opisał wydarzenia w swojej książce Dincolo de cuvintele rostite („Poza wypowiedzianymi słowami”), wydanej w 2004 roku w Hliboce. Mihailiuc nazywał to, co wydarzyło się w Starym Wowczyńcu 1 kwietnia 1941 roku, jako „masakrę”, „ludobójstwo” i „rzeź”.

## Następstwa i szerszy kontekst
W latach 1940–1941 od 11 000 do 13 000 mieszkańców Bukowiny (w większości, ale nie tylko etnicznych Rumunów) zostało deportowanych do Gułagu, z czego 1421 zginęło w obozach. W wyniku ucieczek ludności, deportacji i zabójstw rumuńska populacja obwodu czerniowieckiego spadła o ponad 75 000 pomiędzy rumuńskim spisem ludności z 1930 roku a pierwszym sowieckim spisem ludności z 1959 roku. Cześć badaczy twierdzi, że prześladowania te były częścią programu celowej eksterminacji, zaplanowanego i wykonanego przez reżim sowiecki.
1 kwietnia 2016 roku, w 75. rocznicę masakry, w Starym Wowczyńcu odbyła się ceremonia z udziałem gubernatora obwodu czerniowieckiego, przełożonego monastyru Putna i kilku rumuńskich urzędników, w tym Dana Stoenescu i Viorela Badei. W wywiadzie po uroczystości Stoenescu stwierdził, że „po tej tragedii narodu rumuńskiego nastąpiły inne działania odwetowe, takie jak to z 1941 roku, kiedy kolejne tysiące Rumunów z Bukowiny, z których wielu było krewnymi ofiar masakry w Starym Wowczyńcu, zostało zabranych z ich domów i deportowanych na Syberię lub do Kazachstanu.